# プリシラ・スーザン・ビューリー
プリシラ・スーザン・ビューリー（Priscilla Susan Bury、結婚前の姓はフォークナー Falkner 、1799年1月12日 - 1872年3月8日）はイギリスの植物学者、植物画家である。
リバプールの豊かな商人の娘に生まれた。1830年に有名な鉄道技術者、エドワード・ビューリーと結婚した。銀行家でアマチュア植物学者のウィリアム・ロスコー（William Roscoe）とともに働き、1831年から1834年の『六雄蕊植物選』(" A Selection of Hexandrian Plants")を出版した。ビューリーが原画を描き、ジョン・ジェームズ・オーデュボンの著書でも版画作成を行った、ロドナー・ロバート・ヘイヴェル（Londoner Robert Havell）が版画の作成を担当した。『六雄蕊植物選』ではアクアチント（腐食銅版画法）が用いられ、350の植物については部分的な手彩色がなされた。大型フォリオ版のこの豪華本はおもにランカシャーで、79部しか売れなかったが、オーデュボンも購入者の一人だった。ビューリーは、ベンジャミン・マウンドの刊行物（植物雑誌）、"The Botanist"の図版も描いた。

## ビューリーの植物画

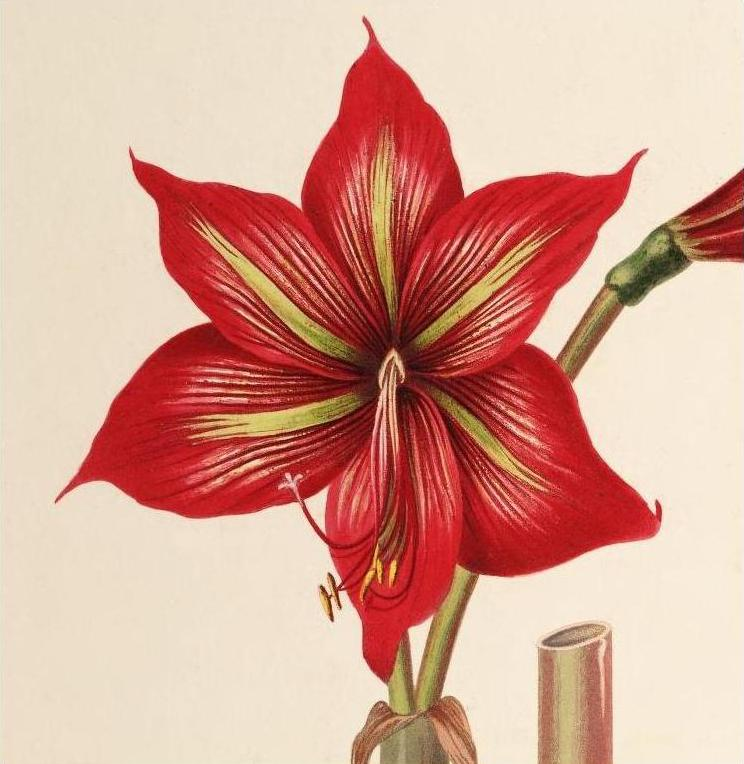
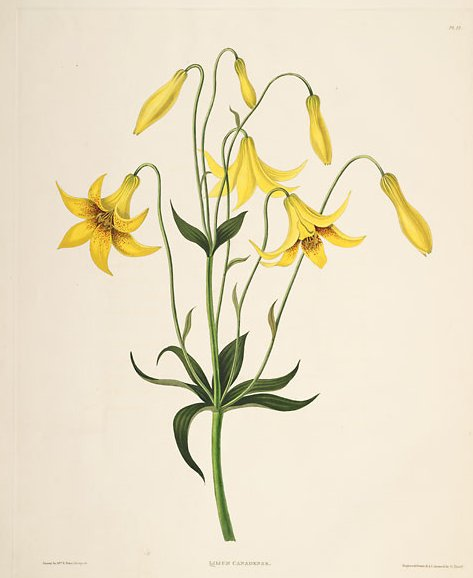
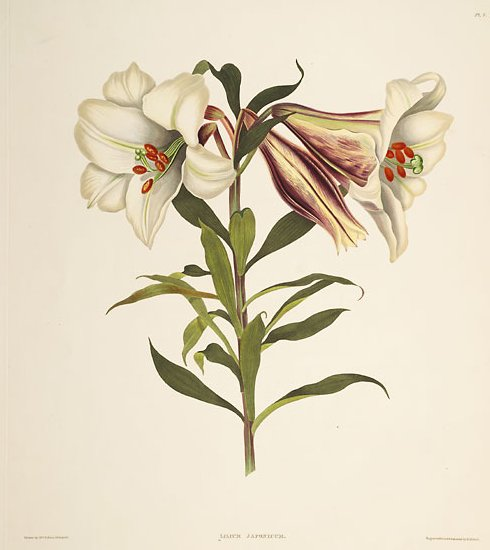
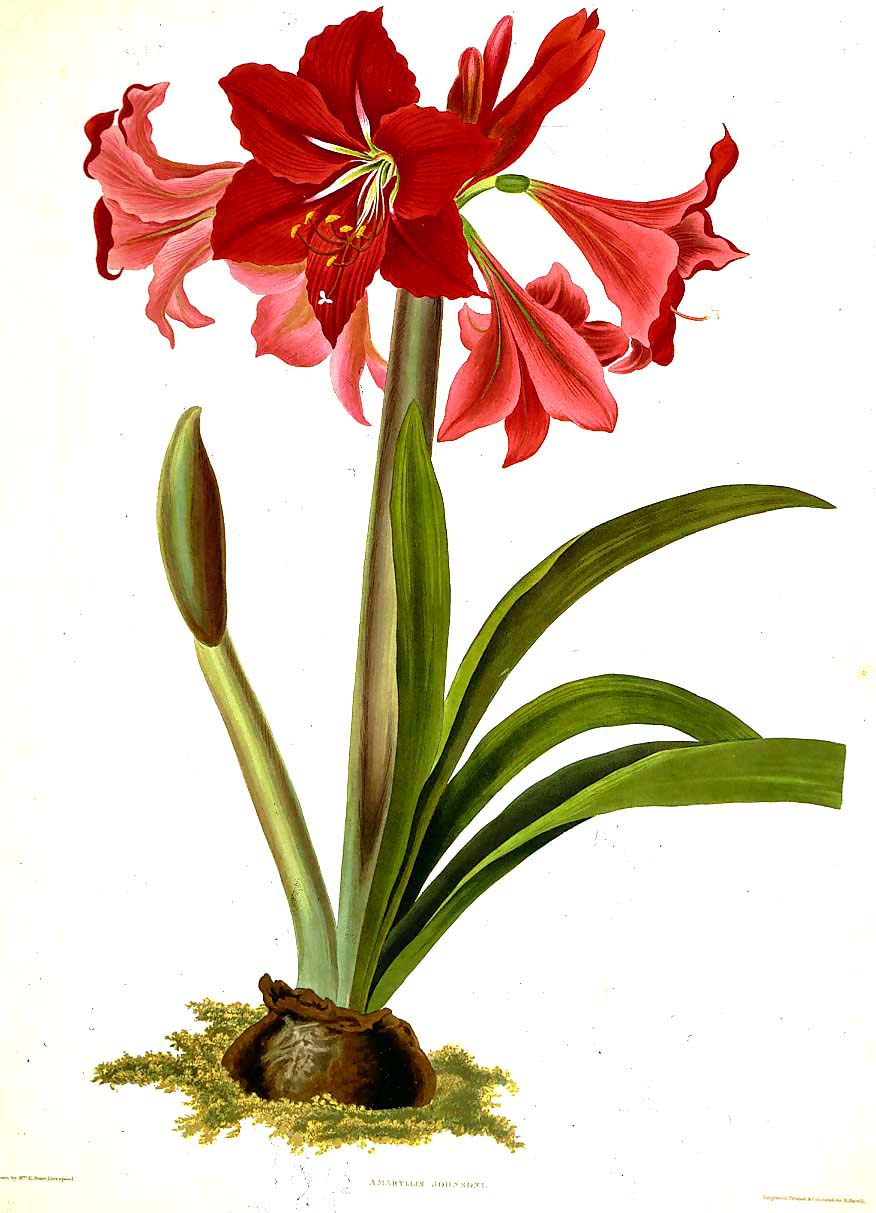